# Wacław Kazimierz Rozwadowski
Wacław Kazimierz Rozwadowski herbu Rogala (zm. w 1690 roku) – sędzia łukowski w latach 1689-1690, stolnik łukowski w 1684 roku, podstoli łukowski w latach 1679-1681.
Poseł na sejm 1685 roku z województwa lubelskiego.